# Maysa (1957)
Maysa é o segundo álbum de estúdio da cantora e compositora brasileira de mesmo nome, lançado em 1957 em formato de LP de 10 polegadas pela RGE e o primeiro dos seus álbuns epônimos. O álbum foi relançado em CD no Japão pela gravadora Bomba Records Japan e em 2006 a Som Livre lançou um CD da coleção "RGE Clássicos" contendo este e o primeiro álbum da cantora.

## Contexto
O álbum marca um importante acontecimento pessoal na vida da cantora. Ao gravar o disco Maysa estaria optando pela sua carreira ao em vez de seu casamento com André Matarazzo, que não admitia ser casado com uma cantora profissional. A resposta a ele estaria no maior sucesso do disco, a canção "Ouça". Ao contrário do primeiro álbum, no qual Maysa foi proibida por André de aparecer na capa, neste apresentava-se uma foto da cantora junto com antúrios vermelhos. A contra-capa contém um texto de Ricardo Galeno, grande admirador da cantora, e por um curto período, seu namorado. Quanto à regência da orquestra e a produção do disco, o responsável foi novamente Rafael Puglielli.
Entre o repertório do álbum, determinado somente pela cantora, que não aceitava sugestões de produtores ou da gravadora, estavam samba-canções que Maysa já estava cantando em seu programa televisivo na TV Record. Desta vez, ao contrário do álbum anterior, Maysa quis gravar canções de outros compositores também.

## Composição
O maior sucesso no disco foi "Ouça", canção composta por Maysa, na qual ela desabafava as dores do seu casamento. Tudo por que André não queria mais sua esposa como cantora, pois isto não era bem visto naquela época. Maysa mostrou a letra a André em uma noite quando ele chegara em casa, e disse que fizera pensando nele. O casamento ainda durou alguns meses, mesmo com seus problemas conjugais já terem virado assunto público. Logo, Maysa resolveu lançar a canção em 78rpm, e em pouco tempo esta ganhou grande repercussão e ganhou o topo das paradas em todo o Brasil. Entre vários elogios, admirações e críticas positivas dos especializados, havia também críticas negativas quanto ao seu trabalho e até à sua vida pessoal. O colunista Jota Efe chegou a dizer que a canção era um plágio de "Dream Lover", composta pelos americanos Victor Schertzinger and Clifford Grey em 1929. Enquanto "Ouça" também era adicionada ao segundo álbum, Maysa ganhava mais conhecimento pelo seu talento e por sua vida pessoal.
O álbum começa com "Se Todos Fossem Iguais a Você", primeira das várias canções da dupla Vinícius de Moraes e Tom Jobim que Maysa gravou. Esta canção foi feita para a peça teatral de Vinícius de Moraes de 1954, chamada Orfeu da Conceição. Foi lançada em disco no final de 1956, na trilha sonora da peça, tendo Roberto Paiva nos vocais, Luiz Bonfá no violão e Jobim nas orquestrações e regências. Foi com esta canção que Maysa estreou seu programa televisivo. Gravada várias vezes por diversos artistas, mas tendo a versão de Maysa como uma das mais famosas. A canção também foi lançada pela cantora em um 78rpm naquele ano, junto com "Tarde Triste", do álbum anterior. 
"Franqueza", composta pelo amigo do pai de Maysa, Denis Brean e por Osvaldo Guilherme, fora lançada por Nora Ney no mesmo ano, no também segundo álbum da cantora. A versão de Maysa contém a instrumental quase identica à da versão original, porém sua interpretação teve mais sucesso. Maysa também lançou "Franqueza" no ano seguinte em um 78rpm junto com a canção "Por Causa de Você" do álbum seguinte. As canções "Conselho" e "Raízes", também da dupla de compositores, foram gravadas por Maysa em 1958 e 1961 respectivamente, além de "Louca de Saudade", só de Denis, em 1962.
A faixa "Segredo", composta por Fernando César, foi primeiramente lançada no mesmo disco 78rpm de "Ouça". A canção, que contém uma letra romântica sobre um amor ainda não declarado por causa da timidez do casal, foi a primeira gravação de Maysa somente como intérprete. Também teve sua primeira gravação realizada por Maysa. No ano seguinta ganhou versões de Agostinho dos Santos e de Sylvia Telles. Maysa também gravou "A Noite de Nós Dois" em 1959, "Noite Chuvosa" e "Um Novo Céu em 1960, todas também do compositor.
Além de "Ouça", há mais duas canções compostas por Maysa no álbum. "Escuta, Noel" e "O Quê" lançadas primeiro em um 78rpm, trazem nas letras temas bem diferentes. Em "Escuta, Noel" Maysa homenageia o compositor Noel Rosa e ao mesmo tempo critíca o samba da época em que ela vivia. Já em "O Quê", a famosa Maysa da música de fossa aparece, ao lado de um piano expressivo, angustiada na busca de algo que ainda não sabe o que é, e pessimista quanto ao momento em que encontrará o que procura. No ano seguinte Maysa entrega a canção à amiga Nora Ney para o terceiro álbum desta.
Neste álbum Maysa também mostrou pela primeira vez sua habilidade em cantar canções estrangeiras através de "To the Ends of the Earth" em Inglês e "Un Jour Tu Verras" em Francês. Essas foram as únicas canções no álbum que não foram lançadas também em discos 78rpm. A primeira, composta pelos irmãos Sherman, foi sucesso internacional no ano anterior por Nat King Cole e lançada também em 1957 pelo cantor brasileiro Almir Ribeiro, porém em uma versão em Português, chamada "Pra Bem Longe de Ti" e escrita por Nelson Figueiredo. A segunda canção é um dos clássicos da música francesa, símbolo da Paris pós guerra. "Un Jour Tu Verras" foi lançada em 1954 por Marcel Mouloudji no filme Secrets D’alcôve e deu bastante reconhecimento ao artista. Com uma mensagem positiva e esperançosa, a canção francesa fecha o álbum.

## Lista de Faixas
| N.º | Título                          | Compositor(es)                       | Duração |  |
| 1.  | "Se Todos Fossem Iguais a Você" | Tom Jobim / Vinicius de Moraes       | 3:15    |  |
| 2.  | "Ouça"                          | Maysa                                | 3:02    |  |
| 3.  | "Escuta, Noel"                  | Maysa                                | 2:57    |  |
| 4.  | "To The Ends Of The Earth"      | Noel Sherman / Joe Sherman           | 2:22    |  |
| 5.  | "O Quê"                         | Maysa                                | 2:56    |  |
| 6.  | "Franqueza"                     | Denis Brean / Oswaldo Guilherme      | 3:26    |  |
| 7.  | "Segredo"                       | Fernando César                       | 3:16    |  |
| 8.  | "Un Jour Tu Verras"             | Georges Van Parys / Marcel Mouloudji | 4:17    |  |